# 济南高新技术产业开发区
济南高新技术产业开发区，简称济南高新区。是中国山东省济南市的国家级高新技术产业开发区，位于济南市东部地区，根据区域定位，划分为中心区、高新东区、高新北区、章锦片区四大片区。辖区包括舜华路街道、孙村街道、巨野河街道、临港街道、遥墙街道等五个街道，由济南高新技术产业开发区管理委员会代管。

## 历史
济南高新区于1991年3月经国务院批准设立，是首批国家级高新区。
2003年，在章锦片区设立了出口加工区。2022年2月，章锦街道撤销，并入孙村街道。
2005年11月，历城区孙村镇（现孙村街道和巨野河街道）划归济南高新区代管，即现在的高新东区。2011年1月，市政府将原历下区舜华路街道及其所属贤文庄、牛旺庄、徐家庄和草山岭村，原历城区港沟街道的北胡村、南胡村、大汉峪村和小汉峪村划归高新区代管，即现在的中心区。
2016年6月，市政府确定将长清区的创新谷划归济南高新区代管，涉及长清区崮云湖街道8个村。2016年9月，包括13个村以及济钢农场在内的章丘高官寨部分区域，正式划归高新区代管。2016年11月，市政府将历城区临港街道办、遥墙街道办和唐王镇的6个村都划归高新区，即高新北区。
2023年，创新谷片区归还长清区。

## 外部連結
- 济南高新技术产业开发区管理委员会网站 （页面存档备份，存于）（简体中文）（英文）